# Жеральдіна Беґбеде
Жеральдіна Беґбеде (фр. Géraldine Beigbeder; нар. 1964) — французька сценаристка, письменниця, співпрацювала з Люком Бессоном і Фаб'єном Онтанієнтом, двоюрідна сестра французького письменника Фредеріка Беґбеде.

## З біографії
Народилася 1964 року.
2007 року з'явився її перший роман «Спонсори».
2011 року Жеральдіна Беґбеде опублікувала роман «Покинута на периферії політичної зони та інші органічні розлади» (фр. Larguée en périphérie de la zone politique et autres petits désordres organiques, видавництво Albin Michel, 2011).

## Українські переклади
Роман «Спонсори» був перекладений українською Кононовичем Леонідом Григоровичем і вперше вийшов друком у видавництві «Фоліо» у 2010 році.